# Ditte Vind
Pour les articles homonymes, voir Vind.
Ditte Folden Vind, née le 2 janvier 1994 à Odense, est une handballeuse danoise. Elle évolue au poste de gardienne.

## Biographie
À l'été 2014, elle participe au championnat du monde junior avec l'équipe du Danemark de handball qu'elle termine à la troisième place.
Vind garde les buts du Nykøbing Falster Håndboldklub lors de la saison 2016-2017. Avec Nykøbing Falster, elle remporte le championnat du Danemark et atteinte les demi-finales de la coupe de l'EHF. Elle rejoint ensuite Aarhus United  durant deux saisons avant de s'engager avec TTH Holstebro pour la saison 219-2020.

## Palmarès

### En club
compétitions nationales
- championne du Danemark en 2017 (avec Nykøbing Falster HK)

### En sélection
autres
- troisième du championnat du monde junior en 2014[4]
- troisième du championnat d'Europe junior en 2013[5]